# Kreisgericht Lauban
Das Kreisgericht Lauban war ein preußisches Kreisgericht in der damaligen Provinz Schlesien mit Sitz in der Stadt Lauban.

## Geschichte
1849 wurden in Preußen einheitlich Kreisgerichte geschaffen. Hierbei wurde die Patrimonialgerichtsbarkeit abgeschafft und die Patrimonialgerichte wurden aufgehoben. Auch die eingangs genannten Gerichte wurden aufgehoben und es entstand das Königliche Kreisgericht Lauban im Sprengel des Appellationsgerichts Glogau. Es war für den Landkreis Lauban zuständig.
Das zuständige Schwurgericht war das Kreisgericht Görlitz. Am Gericht waren 1870 ein Direktor und elf Kreisrichter eingesetzt. 1870 betrug die Zahl der Gerichtseingesessenen 64.830. Gerichtskommissionen waren in Meffersdorf und Seidenberg eingerichtet. Gerichtstage wurden in Marklissa und Schönberg gehalten.
Im Rahmen der Reichsjustizgesetze wurde das Gerichtswesen in Deutschland 1879 vereinheitlicht. Damit wurde das Kreisgericht Lauban aufgehoben und das königlich preußische Amtsgericht Lauban mit Wirkung zum 1. Oktober 1879 als eines von 10 Amtsgerichten im Bezirk des Landgerichtes Görlitz als Nachfolger gebildet. Auch eine Gerichtskommission wurde in das Amtsgericht Seidenberg umgewandelt.